# Floruit
Floruit (eng. izgovor:  ˈflɔərjʉ.ɪt , IPA-en: ˈflɒrʉ.ɪt ), kratica fl. (ponekad flor.), latinski je glagol koji znači "cvao", "cvjetao". Označava razdoblje kad je netko ili nešto (osoba, škola, pokret, vrsta) bilo aktivno. Razni jezici ga koriste kao imenicu da bi se označilo vrijeme kad je nešto "bilo u cvatu", "cvalo". Obično se upotrebljava u rodoslovlju i povijesnoj znanosti za osobe za koje se ne zna nadnevak niti godina kad su se rodile niti kad su umrle, a po drugim dokazima je razvidno da su te osobe tijekom tog razdoblja bile žive. Stoga je u uporabi floruit, čime se označilo razdoblje koje je bilo vrhuncem djelatnosti te osobe, odnosno kad je neki događaj bio na vrhuncu (pokret i slično).
Primjerice, ako postoje tri oporuke Ivana Matića koje glase na nadnevke iz 1204., 1207. i 1229. te bilješka o njegovom vjenčanju iz 1197., razvrstava ga se kao "Ivan Matić (fl. 1197. – 1229.)". To se posebice primjenjuje u znanstvenim disciplinama kao što je povijesti umjetnosti kad se određuje karijeru nekog umjetnika (slikara, kipara). U ovom surječju, posebice označava razdoblje umjetničke aktivnosti te osobe, a ne razdoblje za koje se pouzdano zna da je u njemu živila ta osoba.